# El Marco
El Marco/Marco es un pequeño pueblo fronterizo en las orillas españolas y portuguesas del río Abrilongo. El lado español pertenece al municipio de La Codosera y el lado portugués pertenece al municipio de Arronches (parroquia de Esperanza).
En el centro del pueblo se encuentra la marca fronteriza 713B y un pequeño puente peatonal internacional.
- Datos: Q10295581
- Multimedia: El Marco / Q10295581